# Linje 1 (Pekings tunnelbana)

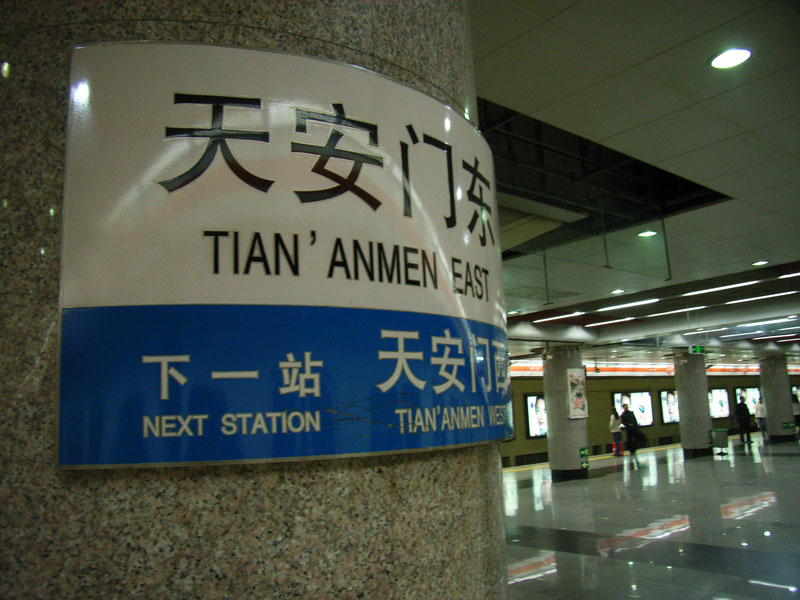
Tian'anmen East på Linje 1

Linje 1 ((北京地铁2号线; Běijīng dìtiě yīhào xiàn)) är en linje i Pekings tunnelbana. Linje 1 trafikerar Peking i öst- västlig riktning längs paradgatan Chang'anavenyn. Från väst börjar Linje 1 i Shijingshandistriktet utanför västra Femte ringvägen och fortsätter öster ut längs Chang'anavenyn förbi Himmelska fridens torg och vidare öster ut förbi östra Fjärde ringvägen i Chaoyangdistriktet. Linje 1 är i kartor och på skyltar märkt med mörk röd färg.     
Linje 1 har 23 stationer och är 30,4 km lång.
Linje 1, som öppnade 1 oktober 1969, är den äldsta linje i Pekings tunnelbana. Initialt trafikerade Linje 1 från Fuxingmen till Beijing Railway Station (som idag tillhör Linje 2). Linjen byggdes successivt ut i många små steg, och 2000 förlängdes linjen slutligen hela vägen öster ut till Sihui East.

## Lista över stationer
Från väster till öster:
- Pingguoyuan (苹果园)
- Gucheng (古城)
- Bajiao Amusement Park (八角游乐园)
- Babaoshan (八宝山)
- Yuquanlu (玉泉路)
- Wukesong (五棵松)
- Wanshoulu (万寿路)
- Gongzhufen (公主坟) (byte till      Linje 10
- Military Museum (军事博物馆) (byte till      Linje 9)
- Muxidi (木樨地)
- Nanlishilu (南礼士路)
- Fuxingmen (复兴门) (byte till      Linje 2)
- Xidan (西单) (byte till      Linje 4)
- Tian'anmen West (天安门西)
- Tian'anmen East (天安门东)
- Wangfujing (王府井)
- Dongdan (东单) (byte till      Linje 5)
- Jianguomen (建国门) (byte till      Linje 2)
- Yonganli (永安里)
- Guomao (国贸) (byte till      Linje 10)
- Dawanglu (大望路) (byte till      Linje 14)
- Sihui (四惠) (byte till      Batonglinjen)
- Sihui East (四惠东) (byte till      Batonglinjen)